# Gentiana baeuerlenii
Gentiana baeuerlenii là một loài thực vật có hoa trong họ Long đởm. Loài này được L.G.Adams mô tả khoa học đầu tiên năm 1988.